# Tuffi ai campionati mondiali di nuoto 1994
I concorsi dei tuffi ai campionati mondiali di nuoto 1994 si sono svolti a Roma in Italia.

## Podi

### Uomini
| Evento                      | Oro            | Punteggio | Argento        | Punteggio | Bronzo             | Punteggio |
| Tuffi individuali           |                |           |                |           |                    |           |
| Trampolino 1 m (dettagli)   | Evan Stewart   | 382.14    | Lan Wei        | 375.18    | Brian Earley       | 361.59    |
| Trampolino 3 m (dettagli)   | Yu Zhuocheng   | 655.44    | Dmitrij Sautin | 646.59    | Wang Tianling      | 638.22    |
| Piattaforma 10 m (dettagli) | Dmitrij Sautin | 634.71    | Sun Shuwei     | 630.03    | Vladimir Timošinin | 607.32    |

### Donne
| Evento                      | Oro         | Punteggio | Argento     | Punteggio | Bronzo            | Punteggio |
| Tuffi individuali           |             |           |             |           |                   |           |
| Trampolino 1 m (dettagli)   | Chen Lixia  | 279.30    | Tan Shuping | 276.00    | Annie Pellettier  | 273.84    |
| Trampolino 3 m (dettagli)   | Tan Shuping | 548.49    | Vera Il'ina | 498.60    | Claudia Bockner   | 480.15    |
| Piattaforma 10 m (dettagli) | Fu Mingxia  | 434.04    | Chu Bin     | 420.04    | Maria José Alcalá | 396.48    |

## Medagliere
| Pos.   | Paese       | Oro | Argento | Bronzo | Totale |
| ------ | ----------- | --- | ------- | ------ | ------ |
| 1      | Cina        | 4   | 4       | 1      | 9      |
| 2      | Russia      | 1   | 2       | 1      | 4      |
| 3      | Zimbabwe    | 1   | 0       | 0      | 1      |
| 4      | Canada      | 0   | 0       | 1      | 1      |
| 4      | Germania    | 0   | 0       | 1      | 1      |
| 4      | Messico     | 0   | 0       | 1      | 1      |
| 4      | Stati Uniti | 0   | 0       | 1      | 1      |
| Totale | Totale      | 6   | 6       | 6      | 16     |